# 故事 (先例)
故事（こじ）は、秦から三国時代にかけて行われてきた法規範に准じる先例のこと。旧制（きゅうせい）・旧典（きゅうてん）などとも称した。

## 概要
通常、「故事」とは古くから伝わる物語や逸話の類を意味するが、その中には先例として扱われて地域・集団の間で一種の慣習法化したものもあった。また、官庁の内部、時には皇帝の家政機関の内部のことで法令で具体的に定められていないことに関してもその時々の長官の裁量によって規範が定められることもあり、それも「故事」と称された。この場合、長官が職務上の必要から「故事」を定めて官庁組織を動かすことが行われてきたが、原則的には長官が交代すれば、後任の長官がそれに代わる新たな「故事」を定めた。ところが、前任者が優れた人物であったり、その定めた「故事」が後任者にとっても有用であったりした場合には、後任者はこれを廃することをせず、引き続き自己の「故事」として用いた。このように何人もの長官の間で受け継がれてきた「故事」はやがて、その官庁自体に継承された権威ある「故事」とみなされて官庁内においては法令と同様に扱われるようになった。
こうした「故事」は、皇帝をはじめとする中央政府によっても尊重された。例えば、光武帝が後漢を建国した際、「故事」に通じていた侯覇を尚書令に任じて、散逸していた前漢の時の「故事」を収集させ、有益なものを箇条書きにして法として施行している。だが、時代が下るにつれて各官庁で作成された個々の「故事」が官庁内において権威を持つようになり、皇帝や中央政府の命令を「故事」を盾に阻害するような事態も生じた。そこで晋の成立後に泰始律令を作成するにあたって、賈充らは律令の編纂と並行して「故事」を再調査して律令に反しない日常業務に関する規定（品・式・章・程）のみを許容して認めるとともにそれらを30巻の『晋故事』として編纂した。また、律令が法典化されるとともに、これまで、律・令として扱われてきた詔などを含めて、法的な権威を持つ命令・故事は格式などの形式で編纂されるようになった。
なお、古代中国の歴史書などにおいて、冒頭に「故事」「旧制」などのタイトルを掲げ、続いてその具体的な内容を記す文体がある。例えば、後述する漢の丞相は任命と同時に列侯となったとする故事が記された『後漢書』侯覇列伝の原文は、「漢家旧制、丞相拝日、封為列侯」と記されている。これは、故事などを引用するために用いた漢代における定型表現の1つであり、冒頭の語句（「漢家旧制」）が以下の文章（「丞相拝日、封為列侯」）の総目（目録）としての役目を果たしていることから「総目下文の詞」（王念孫『読書雑志』）と称され、文献中から故事を探すための参考にすることが可能である。

## 故事の実例

### 丞相故事
丞相故事とは歴代の丞相の間に引き継がれた故事・規則である。著名な故事に「公府不案吏（公府吏を案ぜず）」というものがある。前漢の丞相であった丙吉は寛大さを重んじる性格であったために、不正を行った官吏に長期休暇を与えて反省させてそれ以上の取り調べを行わなかった。そのため、以後の丞相も丙吉の例に倣って取り調べを行わなかった。その後、後漢の馬厳がこの事によって官吏の監査がきちんと行われていないと批判していることから、前漢滅亡を経て後漢までも丙吉の故事が守られていたことが知ることが出来る。史書における存在は確認できないものの、同様に丞相以外の2名の三公や九卿の故事も「三公故事」「九卿故事」などの形で存在していたと考えられている。

### 尚書故事
尚書は本来少府の下に置かれ、後漢では尚書台、魏では尚書省として独立した機関が置かれたが、一貫して皇帝の家政機関の一員として皇帝に対する上奏を取り扱う役職であった。皇帝への上奏を希望する者は、正副二つの上表書を尚書に提出して尚書は副の方を閲覧し、それが良くないと思えば廃棄して、これを皇帝には上奏しないということが故事となっていた。この故事の成立時期は不明であるものの、当初は皇帝が膨大な上奏の数を捌く事が困難であったことから採られた策であったと考えられている。ところが、後に尚書がこの権限を利用して自己の都合の良い上奏のみを取り継ぐようになった。特に霍光一族が尚書を掌握した前漢の宣帝の時代にその弊害が酷くなった。これを憂慮した魏相は、宣帝の皇后の父である許広漢に頼んで副封の弊害を説いた。そこで、宣帝はこの故事を止めさせるとともに魏相を給事中に任じて上奏の処理を補佐させることにしたという。また、後漢の鄭弘が尚書令に就任すると、尚書は重大な役目であるのに、退任後に任じられる地位が低い事をから、役人たちが尚書に就きたがらないことを上奏して章帝は直ちに退任後の待遇を改善した。また、章帝は鄭弘の述べたことのうち、政務に役立つものを書きつけて尚書台があった南宮に掲げさせて尚書の故事としたという。尚書は一貫して皇帝の家政機関であり、その故事の是非を最終的に判断するのは家政機関の長官である皇帝であった。そのため、皇帝が従来の故事に問題があると考えれば直ちに改められ、皇帝が定めた新しい規則は直ちに尚書の故事として布告されたのである。

### 郎官故事
郎官は光禄勲に属する皇帝の侍衛官で中郎・侍郎・郎中等から構成され、中郎将に率いられていた。宣帝の時代に楊惲が中郎将に任じられた時、故事として自費で紙筆などの消耗品またはその費用を納めなければ休暇が認められない規定がありこれを「山郎」と称した。このため、貧しい者は病気のために休暇を取るとその分正規の休暇が奪われ、金持ちの者は金品を納めて自由に休暇を取って遊び、更に良い部署に配属されていた。楊惲は「山郎」を止めさせ、消耗品費は大司農から支出させて郎官の自己負担を廃して別途休暇は法令どおり執行させた。また郎・謁者に罪過があれば罷免し、有能であれば推挙するようになったため、郎官たちは真面目に仕事に励むようになり請託や汚職が無くなり、命令が常に行き届くようになったという。これは、法令を無視した故事が役所内でまかり通る程の効力を持つ一方で、長官の意向で直ちに改廃されるという普遍性の欠如の側面を物語っている。

### 郡故事
中央の機関のみではなく、地方機関においても同様の故事が存在した。例えば、漢の各地に設置された郡においてはそれぞれ当地の実情に即した故事が存在して、人々の生活を規制していた。郡の故事はそれぞれの太守が自由に制定・改廃可能なものであり。当該太守の在任中は強い強制力を有していたが、必ずしも次の太守に引き継がれる訳ではなかった。儒教の影響が強い琅邪郡の太守となった朱博が着任すると、主な属官が揃って病休を取った。理由を尋ねると、故事では太守が着任すると、そのたびに吏を遣わして彼らを見舞い、それから初めて彼らが職務に就くことになっている」と聞き、朱博は激怒して休んだ属官を悉く罷免して他の属官や県の長官の中から有能の者を選んでこれに替えた。また、郡の議曹を廃止し、儒者の奏文に経書の説を引用した文面があると、「自分はただの漢の官吏で三尺の律令を奉じて職務に従事するばかりで、あなたのおっしゃる聖人の道などできそうもない。その道は持ち帰って堯舜のような君主が出てきたら、その方に申上げてほしい」と述べた。このようにして郡の風紀は数年間で一変した。また、交阯郡における徴姉妹の反乱を鎮圧した馬援は、城郭を修築し水路を掘って灌漑を行うとともに、現地の律で漢の律と異なるものを上奏して故事として用いるようにして郡内を取り締まった。その後も同地の人々はこれらを「馬将軍の故事」として奉じた。交阯の律で漢の律にないものを故事として引き続き採用したのは馬援による実質上の軍政下で実施された臨時の措置であったが、平穏になった後も現地では郡故事として継続されたことが知られる。なお、郡と同じように古代中国の地方機関として存在していた州や諸侯王の国においても「州故事」「国故事」が存在したと考えられているが、現時点で存在が確認できるのは、郡における「郡故事」のみである。

### 廷行事
1975年に発見された睡虎地秦簡の中の1つ『法律答問』に「廷行事」もしくは単に「行事」と書かれた記事が登場した。行事はかつて発生した出来事を意味しており、故事とほぼ同義語である。また、張家山漢簡の一部として発掘された『奏讞書』との比較により廷は廷尉の意味と考えられること、廷行事は「廷尉故事」のことであり、『法律答問』・『奏讞書』ともに中央でまとめられた廷行事を材料の一つとして編纂された判例集であったと考えられている。「法律答問」に記された廷行事を見ると、必ずも当時の法令に基づいたものではなく、法令の範疇を越えた解釈あるいは法令に規定のない事案に関しても判決を下し、それを条文状にしたものを廷行事に加えている。当時は罪刑法定主義ではなく、法令の規定にない事項やそのまま適用した場合に問題が発生する事案に関しては担当者が独自の判断で刑罰を科したり加減を行って判決を下していた。こうしたの判例が中央の廷尉の下で選別されて廷行事としてまとめられて、各地の法廷においては現地における判例や実際の法令と同じように扱われたと考えられている。なお、『旧唐書』・『太平御覧』には『廷尉決事』、『隋書』には『魏廷尉決事』と呼ばれる書があったことが記されている。両書とも現存はしていないものの、『太平御覧』に引用された『廷尉決事』の逸文より、漢や魏の廷行事（廷尉故事）を集めて編纂した書物であったとみられている。

### 漢家故事
漢家故事は漢の皇室に関する私的な部分に関する故事である。これは歴代皇帝によって継承されるとともに、皇帝に近侍する官吏の行動をも規制した。主なものでは、「公主は列侯にめあわせること」「中官が禁中を統領すること」「丞相が（任命の）拝礼をした日に列侯に封ずること」「（皇帝は）母氏を崇ぶ」などがある。また、霊帝が南宮に赴いて故事を閲録したとする記録が残されており、尚書が漢家故事を記録して自己の管轄下である南宮に保管していたとみられている。このため、後に漢室故事と尚書故事の区別が曖昧となっていった。本来の性格では漢家故事である筈の「（皇帝の）乳母に爵邑の制はない」という故事が尚書故事として伝えられているのはその典型であるとみられている。